# Чиктевага (переписна місцевість, Нью-Йорк)
Чиктевага (англ. Cheektowaga) — переписна місцевість (CDP) в США, в окрузі Ері штату Нью-Йорк. Населення — 76 829 осіб (2020).

## Географія
Чиктевага розташована за координатами 42°54′32″ пн. ш. 78°45′3″ зх. д. / 42.90889° пн. ш. 78.75083° зх. д. (42.909003, -78.750765).  За даними Бюро перепису населення США в 2010 році переписна місцевість мала площу 65,78 км², з яких 65,64 км² — суходіл та 0,15 км² — водойми.

## Демографія
Згідно з переписом 2010 року, у переписній місцевості мешкало 75 178 осіб у 33 555 домогосподарствах у складі 19 938 родин. Густота населення становила 1143 особи/км².  Було 35839 помешкань (545/км²).
Расовий склад населення:
| - 86,8 % — білих - 9,2 % — чорних або афроамериканців - 1,7 % — азіатів - 0,3 % — корінних американців |

До двох чи більше рас належало 1,6 %. Частка іспаномовних становила 2,2 % від усіх жителів.
За віковим діапазоном населення розподілялося таким чином: 18,7 % — особи молодші 18 років, 61,6 % — особи у віці 18—64 років, 19,7 % — особи у віці 65 років та старші. Медіана віку мешканця становила 43,0 року. На 100 осіб жіночої статі у переписній місцевості припадало 88,5 чоловіків;  на 100 жінок у віці від 18 років та старших — 85,4 чоловіків також старших 18 років.
Середній дохід на одне домашнє господарство  становив 56 941 долар США (медіана — 48 508), а середній дохід на одну сім'ю — 67 849 доларів (медіана — 61 676). Медіана доходів становила 44 778 доларів для чоловіків та 37 041 долар для жінок. За межею бідності перебувало 11,4 % осіб, у тому числі 19,0 % дітей у віці до 18 років та 8,0 % осіб у віці 65 років та старших.
Цивільне працевлаштоване населення становило 37 758 осіб. Основні галузі зайнятості: освіта, охорона здоров'я та соціальна допомога — 24,9 %, роздрібна торгівля — 13,3 %, виробництво — 11,4 %.